# (1841) Masaryk
(1841) Masaryk est un astéroïde de la ceinture principale.

## Description
(1841) Masaryk est un astéroïde de la ceinture principale nommé après Tomáš Masaryk. Il fut découvert le 26 octobre 1971 à Bergedorf par Luboš Kohoutek. Il présente une orbite caractérisée par un demi-grand axe de 3,42 UA, une excentricité de 0,10 et une inclinaison de 2,6° par rapport à l'écliptique.

## Compléments